# Édouard David (acteur)
Pour les articles homonymes, voir Édouard David et David.
Édouard Narcisse David est un acteur français né le 16 mars 1794 à Paris et mort le 21 octobre 1866 à Paris 9e.

## Biographie
Il est inhumé au cimetière de Montmartre (division 19).

## Théâtre

### Carrière à laComédie-Française
Entrée  en 1816
Nommé 244e sociétaire en 1828
Départ en 1839
- 1816 : Britannicus de Jean Racine : Britannicus
- 1817 : Athalie de Jean Racine : Asarias
- 1817 : Germanicus d'Antoine-Vincent Arnault : premier conjuré
- 1817 : Iphigénie de Jean Racine : Eurybate
- 1817 : Phèdre de Jean Racine : Hippolyte
- 1817 : Le Mariage de Figaro de Beaumarchais : Pédrille
- 1817 : Andromaque de Jean Racine : Pyrrhus
- 1817 : Esther de Jean Racine : Asaph
- 1817 : Phocion de Jacques-Corentin Royou : un Athénien ; un officier du peuple
- 1817 : Mithridate de Jean Racine : Xipharès
- 1818 : Le Barbier de Séville de Beaumarchais : L'Éveillé
- 1818 : Les Plaideurs de Jean Racine : Léandre
- 1818 : Tartuffe de Molière : Valère
- 1818 : Le Misanthrope de Molière : Clitandre
- 1818 : La Mère coupable de Beaumarchais : Léon
- 1819 : Hécube et Polyxène de Pierre-François-Xavier Bourguignon d'Herbigny : Alcime
- 1819 : Les Précieuses ridicules de Molière : Du Croisy
- 1825 : Le Barbier de Séville de Beaumarchais : Almaviva
- 1825 : Iphigénie de Jean Racine : Achille
- 1825 : Sigismond de Bourgogne de Jean-Pons-Guillaume Viennet : Clodomir
- 1825 : Le Misanthrope de Molière : Acaste
- 1825 : Lord Davenant de Jean-Baptiste Vial, Justin Gensoul et Jean-Baptiste Milcant : Henry
- 1825 : Le Veuvage imterrompu de Jean-François Bayard : le colonel Saint-Félix
- 1825 : Léonidas de Michel Pichat : Alcée
- 1826 : Fiesque de Jacques-François Ancelot : Fiesque
- 1826 : Pauline de Théophile Dumersan : Eugène
- 1826 : Le Spéculateur de François-Louis Riboutté : Édouard
- 1826 : Rosemonde de François Paul Émile Boisnormand de Bonnechose : Henry
- 1826 : Bajazet de Jean Racine : Bajazet
- 1827 : Tartuffe de Molière : Damis
- 1827 : Racine d'Auguste Brizeux et Philippe Busoni : Racine
- 1828 : Le Dernier jour de Tibère de Lucien Arnault : premier sénateur
- 1828 : Élisabeth de France d'Alexandre Soumet : d'Egmont
- 1828 : Walstein de Pierre-Chaumont Liadières : Terski
- 1829 : Isabelle de Bavière d'Étienne-Léon de Lamothe-Langon : Duc  d'Orléans
- 1829 : Britannicus de Jean Racine : Néron
- 1829 : Le Bon garçon de Louis-Benoît Picard et Édouard-Joseph-Ennemond Mazères : Doley
- 1829 : Andromaque de Jean Racine : Oreste
- 1829 : La Mère coupable de Beaumarchais : Begearss
- 1829 : Le Mariage de Figaro de Beaumarchais : Almaviva
- 1829 : Pertinax ou les Prétoriens d'Antoine-Vincent Arnault : Commode
- 1829 : Christine de Suède de Louis Brault : Monaldeschi
- 1829 : Le Czar Démétrius de Léon Halévy : Démétrius
- 1829 : Le Protecteur et le mari de Casimir Bonjour : Préval
- 1829 : Le Majorat de Hippolyte Courneul : Ferdinand
- 1829 : Othello ou le Maure de Venise d'Alfred de Vigny d'après William Shakespeare : Cassio
- 1830 : Clovis de Louis-Népomucène Lemercier : Clodoric
- 1830 : Gustave Adolphe ou la Bataille de Lutzen de Lucien Arnault : Piccolomini
- 1830 : Françoise de Rimini de Gustave Drouineau : Paulo
- 1830 : Trois jours d'un grand peuple de Jean-Henri-Michel Nouguier : Saint-Ernest
- 1830 : Lucius Junius Brutus de François Andrieux : Titus
- 1831 : Camille Desmoulins de Henri-Louis Blanchard et Julien de Mallian : Arthur Dilloy
- 1831 : Les Rendez-vous d'Alexandre de Longpré : l'abbé
- 1831 : La Crainte de l'opinion d'Émile Barrault : Rayenval
- 1832 : Le Prince et la grisette d'Auguste Creuzé de Lesser : le prince
- 1832 : Les Ricochets de Louis-Benoît Picard : Sainville
- 1832 : Les Comédiens de Casimir Delavigne : Victor
- 1833 : Guido Reni ou les Artistes d'Antony Béraud : Guido Reni
- 1833 : La Conspiration de Cellamare de Jean-Baptiste-Rose-Bonaventure Violet d'Épagny, Saint-Esteben et Jean Vatout : Montéléon
- 1833 : L'Alibi d'Alexandre de Longpré : le maréchal de Richelieu
- 1833 : Bertrand et Raton ou l'Art de conspirer d'Eugène Scribe : Eric
- 1834 : Le Misanthrope de Molière : Alceste
- 1834 : Mademoiselle de Montmorency de Joseph-Bernard Rosier : Bassompierre
- 1835 : Le Voyage à Dieppe d'Alexis-Jacques-Marie Vafflard et Fulgence de Bury : Monbray
- 1835 : Un moment d'imprudence d'Alexis-Jacques-Marie Vafflard et Fulgence de Bury : Valsain
- 1835 : Eugénie de Beaumarchais : Clarendon
- 1836 : Léonie d'Étienne-Joseph-Bernard Delrieu : Pharamond